# Loughor (fleuve)
Pour la ville, voir Loughor.
La Loughor (en anglais) ou Llwchwr (en gallois) est un fleuve du pays de Galles.

## Géographie
La Loughor prend sa source dans le massif de Black Mountain (en), au niveau des grottes de Llygad Llwchwr (en) (« l'œil de la Loughor » en gallois). Son cours, orienté majoritairement vers le sud-ouest, longe la ville d'Ammanford. Le fleuve reçoit les eaux de son affluent de rive gauche l'Amman (en) au sud d'Ammanford.
La partie basse de son cours délimite le comté du Carmarthenshire à l'ouest de la cité et comté de Swansea à l'est. Elle passe entre Hendy (en) (côté Carmarthenshire) et Pontarddulais (côté Swansea), qui est le point le plus haut où remonte la marée. Deux ponts la traversent à Pontarddulais : un pont routier emprunté par la route A48 (en) et un pont ferroviaire emprunté par la Heart of Wales line (en). L'autoroute M4 franchit la Loughor un peu plus au sud.
La Morlais (en) se jette dans la Loughor du côté droit avant que le fleuve ne se jette dans la baie de Carmarthen au niveau de la ville de Loughor. Le pont de Loughor (en), sur la route A484, est le point le plus en aval où le fleuve peut être franchi. Il est doublé d'un pont ferroviaire (en) qu'emprunte une branche des West Wales lines (en).
L'estuaire de la Loughor sépare le Carmarthenshire au nord de la péninsule de Gower au sud.

## Protection
L'estuaire de la Loughor, également appelé « Burry inlet » en anglais, est un site Ramsar depuis 1992.